# Haaslava
Haaslava (em estoniano:  Haaslava vald) é um município rural estoniano localizado na região de Tartumaa.